# 충장사 (광주광역시)
충장사(忠壯祠)는 임진왜란 때의 의병장 김덕령(金德齡) 장군을 모신 사당이다. 충장사는 김덕령의 시호에서 따온 이름이다.

## 의열사
김덕령이 죽은 뒤 60여 년 만인 1661년에 억울함이 풀려 관직에 복직되었다.
1677년(숙종 3년)에 광주목사가 된 이민서(李敏敍)는 임진왜란 때의 의병장 박광옥(朴光玉)의 사우 벽진서원을 중수하고, 1678년(숙종 4년) 지방 사림들의 뜻을 모아 김덕령(金德齡)을 벽진서원에 제향하였다.
1680년(숙종 6년) 윤8월 24일 이민서가 의병을 일으킨 일에 대해 청액상소를 올리자, 박광옥(朴光玉)ㆍ김덕령을 배향한 사원에 “의열(義烈)”이라는 사액을 받게 하였고, 김덕령은 특별히 정2품 병조판서에 증직하였다.
영조(英祖) 대에는 의열사에 형 김덕홍과 아우 김덕보도 아울러 배향하였다.
1785년(정조 9년)에 증 병조판서 김덕령에게 충장(忠壯)의 시호가 내려졌고, 김덕홍(金德弘)과 그 아우 김덕보(金德普)에게 포장(褒奬)하여 증직하였다. 1788년(정조 12년) 지방관으로 하여금 그 마을에 ‘증 병조판서 충장공 김덕령 증 정경부인 흥양이씨 충효지리(贈兵曹判書忠壯公金德齡贈貞敬夫人興陽李氏忠孝之里)’라는 비석을 세우게 하였다. 1789년(정조 13년) 자급(資級)을 의정부 좌찬성 종1품에 추증하고, 김덕령의 제사를 영구히 지내고 절대로 신주를 옮기지 말라는 부조특명(不祧特命)을 내렸다. 장군이 태어난 마을 이름도 생계(牲繫)에서 오두(烏頭)로 바꾸도록 명하였다.
흥선대원군의 서원철폐로 한때 의열사가 철거되었다.

## 복원
1975년 2월 무등산의 명당으로 알려진 광주 금곡동 배재마을(이치마을)의 남서쪽 산기슭에서 현재 위치(광주광역시 북구 금곡동 1023; 광주광역시 북구 송강로 13)에 충장사로 복원하여 건립하였다.
경내에는 김덕령의 영정과 교지가 봉안되어 있는 사우 충장사, 동재와 서재, 은륜비각과 해설비, 유물관, 충용문, 익호문 등이 세워져 있다. 유물관에는 중요민속자료 제111호로 지정된 '김덕령 장군' 의복과 장군의 묘에서 출토된 관곽, 친필 등이 전시되어 있다. 사당 뒤쪽 언덕에는 김덕령의 묘와 묘비가 있으며 가족묘도 조성되어 있다.
1789년(정조 13년), 나라에서는 김덕령이 태어난 마을에 충효리(忠孝里)라는 이름을 하사해 그의 마을이 아직도 충효동으로 불리고 있다. 이렇게 충, 효, 열(烈)을 지켜온 집안이니 충장사에 봉안되는 것이 무리는 아니다.
한편 본래의 의열사는 1986년에 원래 위치인 광주광역시 광산구 서창동 벽진리에 복원되었다.

## 김덕령 묘 이장
사당 뒤쪽 언덕에는 충장사 묘지가 조성되었다. 김덕령의 묘는 충장사에서 500 미터 떨어져 있는 배재마을 뒷산에 있었으나, 사당 건립할 무렵인 1974년 11월 충장사 묘지로 이장됐다. 김덕령의 묘와 묘비와 함께 가족 묘 13기가 함께 조성되어 있다.

## 김덕령 장군
김덕령 장군의 본관은 광산, 시호는 충장으로 임진왜란이 일어나자 담양부사와 장성현감의 천거로 종군 명령이 내려졌으며, 전주의 광해분조로부터 익호 장군의 군호를 받았다. 1594년 선전관이 된 후, 권율(權慄)의 휘하에서 의병장 곽재우(郭再祐)와 협력하여, 여러 차례 일본군을 격파하였다. 충청도의 이몽학(李夢鶴) 반란을 토벌하려다가 이미 진압되자 도중에 회군하였는데, 이몽학과 내통하였다는 무고로 체포·구금되었다. 혹독한 고문으로 인한 장독(杖毒)으로 옥사하였다. 1661년(현종 2) 신원되어 관작이 복구되고, 1668년 병조참의(參議)에 추증되었다. 1678년(숙종 4) 벽진서원에 제향되었고, 영조 때 의열사에 형 덕홍, 아우 덕보와 병향 되었다.

## 같이 보기
- 김덕령
- 벽진서원 - 벽진서원은 원래 박광옥을 모시던 곳입니다. 현재 충장사와는 별도로 복원되었습니다.